# Parc naturel de la Tenencia de Benifasar
Le parc naturel de la Tenencia de Benifasar est une aire protégée créé dans la Communauté valencienne en 2006. Le parc naturel est situé dans les communes de Castell de Cabres et La Pobla de Benifassà, dans la Province de Castellón,.
Cette zone constitue zones humides d'importance internationale de Natura 2000 définies par la Convention de Ramsar pour le développement des cycles biologiques de nombreuses espèces qui l'utilisent tant dans leurs migrations que dans leur nidification ou hivernage.

## Description

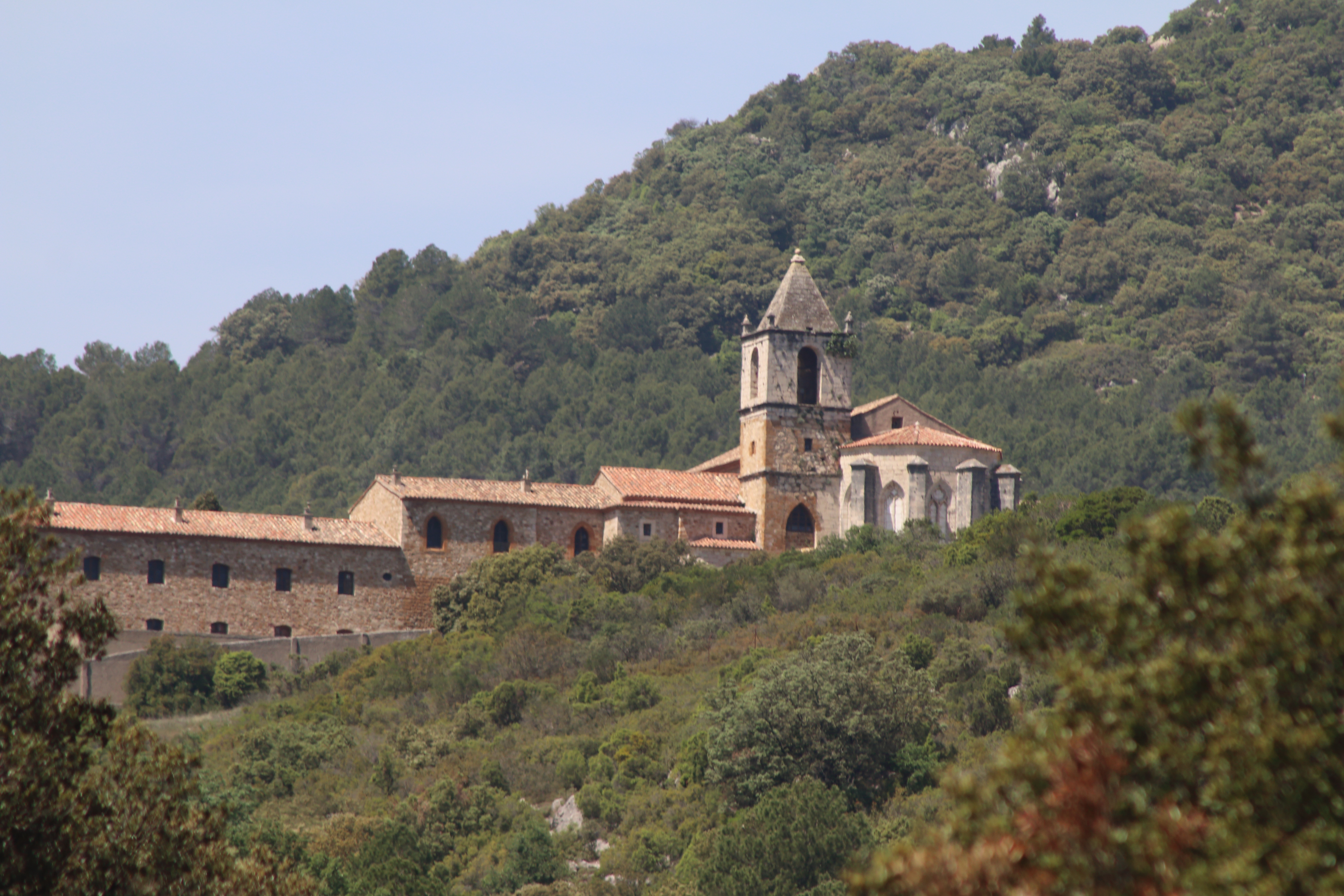
Chartreuse Notre-Dame de Benifaçà

Le parc couvre une superficie de 4 959 hectares et a été déclaré parc naturel par la Généralité valencienne le 16 mai 2006. Il est situé au pied du massif de Ports de Tortosa-Beseit, une partie de l'actuelle comarque du Baix Maestrat à l'extrême nord de la province de Castellón. Les communes de Castell de Cabres et Puebla de Benifasar. Ce sont des villes fortement touchées par l'exode rural, bien que d'une grande beauté et valeur patrimoniale.
Deux éléments patrimoniaux ressortent dans le parc. Les premières sont les peintures rupestres situées sur une bande rocheuse à côté de la paroi marécageuse, qui font partie de l'Art rupestre du bassin méditerranéen de la péninsule Ibérique (déclaré site du patrimoine mondial par l'UNESCO). Le second est la Chartreuse Notre-Dame de Benifaçà, l'une des premières fondés dans la Communauté valencienne.

### Flore
Le domaine de Benifasar abrite certaines des forêts les mieux préservées de la Communauté valencienne. Contrairement à ce qui est habituellement affirmé, il n'y a pas de forêts de hêtres, du moins actuellement, bien qu'elles soient très proches, mais sur le territoire catalan. Les forêts de pins sylvestres sont abondantes avec un sous-étage de buis (Buxus sempervirens) et de busserole (Arctostaphylos uva-ursi) et des contreforts isolés de houx (Ilex aquifolium) et d'if commun (Taxus bacatta). Par endroits, les sous-bois sont recouverts de fougères, ce qui lui donne un certain air nordique. Dans les zones les moins ombragées apparaissent le pin d'Alep (Pinus halepensis), le pin noir (Pinus nigra), l'érable de Montpellier ou le chêne faginé (Quercus Faginea) , ainsi que les buissons typiques des régions à climat méditerranéen : (romarin, thym, et même dans les zones les plus basses de la région le palmier nain (Chamaerops humilis).

### Faune
La faune de ce parc se distingue par la présence de certaines espèces charismatiques, comme le bouquetin ibérique, aujourd'hui assez abondant à l'intérieur de Castellón et de Valence ; le vautour fauve (Gyps fulvus), le chevreuil d'Europe (Capreolus capreolus), réintroduits à partir de spécimens de France. 
De même, on peut signaler la présence du mouflon  corse introduit, beaucoup plus difficile à repérer que le bouquetin ; le sanglier, les prédateurs comme le renard, la genette commune, la fouine, la belette d'Europe ou le blaireau. Parmi les éléments les plus frappants de l'avifaune, nous pouvons souligner l'autour des palombes et l'aigle royal.